# Cours de linguistique générale
 (janvier 2024).
Le Cours de linguistique générale est une œuvre posthume de Ferdinand de Saussure (1916), considérée comme l'acte de naissance de la linguistique moderne.
Document le plus important dont nous disposons pour connaître la pensée de Saussure, il a été rédigé par ses élèves Charles Bally et Albert Sechehaye, en se fondant sur leurs notes, sur celles de cinq autres auditeurs, ainsi que celles laissées par Saussure. Ils rédigèrent un texte fixant la pensée exposée par le maître genevois lors de ses trois cours de linguistique générale des années 1906-1907, 1908-1909 et 1910-1911.
Les travaux postérieurs, notamment de Robert Godel (Les sources manuscrites du Cours de linguistique générale de Ferdinand de Saussure, 1957) et les considérations de Tullio De Mauro dans sa traduction italienne du Cours (1967) ainsi que son édition critique montrent que la pensée de Saussure était plus ondoyante que ne le laisse croire le livre de Bally et Sechehaye, bien que maintes fois réédité. En 2020, François Vincent retrouve et distingue les varias du cours I et ceux du cours II, ce qui permet d'étudier en détail l'évolution de l'exposé du maître de cours en cours.

## Sémiologie: langue, langage et parole

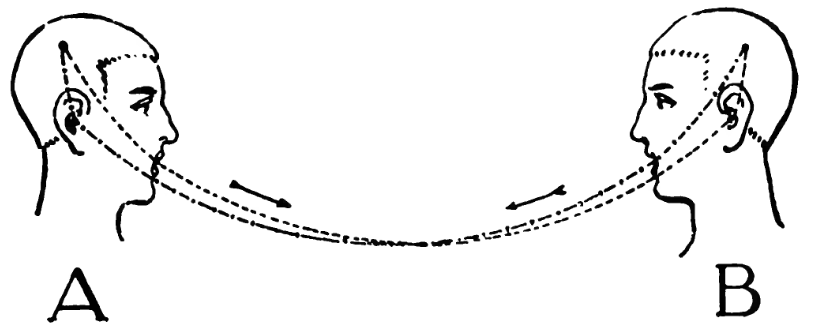
Le langage est une production de l'esprit, la parole un signe articulé par des moyens physiques.

Saussure distingue « langue » et « langage ». La langue est un objet homogène bien défini dans la masse hétérogène des faits de langage. Le langage est multiforme et hétérogène : il appartient à la fois à l'individu et à la société. La langue est un tout autonome et un principe de classification : elle est sociale. La langue n'est complète dans aucun locuteur : c'est un produit que les locuteurs assimilent. Elle n'existe qu'au sein d'un collectif. La langue est « un système de signes distincts correspondant à des idées distinctes ». Pour expliquer comment la cristallisation sociale du langage se produit, Saussure propose la notion de «parole». Parler est volontaire et intentionnel. Alors que la parole est hétérogène, c'est-à-dire composée de parties ou d'éléments non apparentés ou différents, la langue est homogène — un système de signes composé de l'union de significations et d’« images sonores », dans lesquelles les deux parties sont psychologiques. Par conséquent, la parole étant systématique, c'est sur cela que Saussure se concentre, car elle permet une méthodologie d'investigation « scientifique » au sens d'une enquête systématique. En commençant par le mot grec semîon signifiant « signe », Saussure propose une nouvelle science de la « sémiologie » : « une science qui étudie la vie des signes au sein de la société ».

## Signe linguistique
L'enquête de Saussure a pour objet le signe linguistique. Le signe est décrit comme une « double entité », composée du signifiant, ou image acoustique et signifié, ou concept. L’image acoustique est une notion psychologique, non matérielle, appartenant au système. Les deux composantes du signe linguistique sont inséparables. Par analogie, signifiant et signifié sont comme deux côtés d’une feuille de papier. Cependant, la relation entre signifiant et signifié n’est pas aussi simple. Saussure est catégorique : la langue n’est pas « une nomenclature, c’est-à-dire une liste de termes correspondant à autant de choses » (par exemple, cette conception se retrouve dans le mythe d’Adam nommant les animaux).

## Arbitraire du signe
Pour Saussure, l'association d'un signifié à un signifiant n'a pas de raison particulière; d'où la notion d’« arbitraire du signe ». 

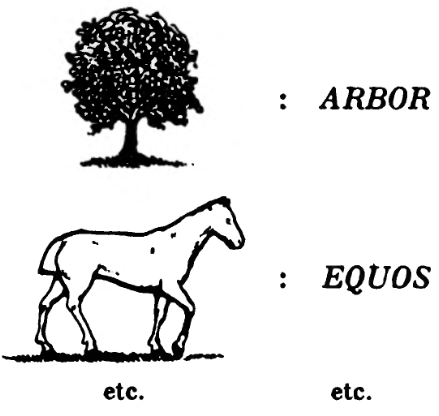
L'arbitraire du signe.

Par exemple, deux personnes n'ont pas la même expérience psychologique de l'arbre, mais peuvent communiquer le concept d’« arbre » par convention. Si l'image acoustique pour ce concept était « cheval », il serait tout autant possible de l'utiliser : la convention et l'arbitraire du signe l'expliquent. 
Avec l'arbitraire du signe, Saussure montre également que les mots ne représentent pas de concepts universels préexistants. Si c'était le cas, il existerait des équivalences de sens exactes d'une langue à l'autre. Ainsi, l'anglais utilise le  mot ox pour le bœuf (animal) et beef pour sa viande. En français, en revanche, c'est le mot « bœuf » qui désigne ces deux notions. Pour Saussure, un certain mot nait d'un certain besoin d'une société, et non d'un besoin d'étiqueter un ensemble de concepts préexistant. La notion de « motivation relative » est également introduite : elle renvoie à la compositionnalité du système linguistique, dans le sens d'une analyse constituante immédiate. C'est-à-dire qu'au niveau de la langue, les signifiants hiérarchiquement imbriqués ont un signifié relativement déterminé. Ainsi, dans le système de numération en français, vingt et deux sont des représentations arbitraires d'un concept numérique, vingt-deux, vingt-trois, sont limitées par ces significations plus arbitraires. Le temps des verbes en est un autre exemple. La valeur d'un syntagme dépend alors de celle de ses signes. C'est pourquoi Leonard Bloomfield appelle le lexique « l'ensemble d'irrégularités fondamentales de la langue ». Ainsi, la signification du poème Jabberwocky est due à ces relations de composition. 
Un autre problème est l'onomatopée. Saussure reconnait qu'avec l'onomatopée, il existe un lien direct entre signifié et signifiant. Pourtant, ces mots peuvent être non motivés (sans ressemblance), comme Ouah (en français) et Bow wow (en anglais) pour l'aboiement d'un chien. Il en va de même pour les interjections : par exemple, ouch (anglais) et aïe (français) pour exprimer la douleur.

## Valeur
La valeur d'un signe est déterminée par tous les autres signes de la langue. 
Pour Saussure, la langue n'est pas une simple nomenclature. Ainsi, un signe est déterminé par les autres signes du système, qui limitent sa signification plutôt que son modèle sonore. Par exemple, le français « mouton » et l'anglais « sheep » ont la même signification mais pas la même valeur : en effet, « mouton » désigne aussi la viande, mais pas « sheep » car « sheep » est limité par « mutton ».
La langue est donc un système d'entité interdépendantes. Non seulement il délimite la gamme d'utilisation d'un signe, mais c'est aussi ce qui rend le sens possible. L'ensemble des synonymes « redouter », « craindre » et « avoir peur » ont une signification particulière tant que chacun existe par opposition aux autres. Mais si deux d'entre eux disparaissaient, le troisième prendrait un sens plus général, plus vague. 
C'est un fait important pour deux raisons : d'une part, il permet de soutenir que les signes n'existent pas isolément, mais dépendent d'un système. D'autre part, des faits grammaticaux peuvent être découverts à partir d'analyses syntagmatiques et paradigmatiques. 

## Relations syntagmatiques et paradigmatiques
Ainsi, des relations de différence opposent les signes. Pour Saussure, il n'existe que deux types de relations : syntagmatique et paradigmatique. Les relations paradigmatiques sont associatives. Par association d'idée, on peut regrouper des signes : sat, mat, cat, bat, par exemple, ou « enseigner, enseignant, enseignement ». La différence est une condition préalable. 
Ces deux formes de relation ouvrent la linguistique vers l'étude de la phonologie, de la morphologie, de la syntaxe et de la sémantique. En morphologie, par exemple, les signes chat et chats sont associés dans l'esprit, produisant un paradigme abstrait des formes du mot chat. Comparer avec d'autres paradigmes de mot permet de comprendre la formation du pluriel en français. De même, en syntaxe, l'analyse syntagmatique et paradigmatique permet de découvrir les règles grammaticales pour construire des phrases. Par exemple, le sens dépend de l'ordre des mots (je dois et dois-je?), ce qui permet de comprendre la formation des questions en français. Le contrat social est une troisième évaluation de la langue. 
Les syntagmes pouvant appartenir à la parole, les linguistes doivent identifier la fréquence avec laquelle ils sont utilisés pour déterminer s'ils appartiennent à la langue. 

## Axes diachronique et synchronique
L'analyse synchronique s’intéresse à un système à un moment donné, perspective que Saussure appelle l'axe AB. L'analyse diachronique s'intéresse à l'évolution d'un système, ce que Saussure appelle l'axe CD. Or, si la linguistique diachronique était un centre de préoccupation à son époque, Saussure soutient qu'il faut se préoccuper de l'axe AB, car la langue est selon lui un système de valeurs déterminées par l'arrangement de ses termes.
Pour l'illustrer, Saussure utilise la métaphore des échecs. Ils peuvent être étudiés de façon synchroniques (les règles actuelles) ou diachroniques (leur évolution). De plus, une personne commençant à regarder le jeu en pleine partie n'a besoin que de la position présente : connaitre les positions antérieures n'apporte aucun avantage.  